# 핀란드 왕국 (1742년)
핀란드 왕국(핀란드어: Suomen kuningaskunta)은 1742년부터 1743년까지 오늘날 핀란드 남부 지역에 존재했던 왕국이었다.

## 역사
핀란드 왕국은 1741년부터 1743년까지 벌어진 러시아 제국과 스웨덴 제국 간의 전쟁 중 스웨덴령이었던 핀란드 남부를 러시아 제국이 점령함으로써 성립되었다. 러시아 제국은 핀란드 남부를 점령하고 핀란드인들을 독립시켜주겠다는 약속과 함께 왕국을 성립시켰고, 핀란드인들은 홀슈타인코토르프 공작 표트르(후에 러시아 제국의 황제 표트르 3세로 즉위)를 핀란드 국왕으로 선출하였다. 그러나 당대 정치적 상황으로 인하여 핀란드 독립은 불허되었고 핀란드 왕국은 빠르게 와해되었다.

## 같이 보기
- 스웨덴 제국
- 러시아 제국
- 핀란드 왕국 (1918년)